# Zezwolenie
Zezwolenie – uprawnienie do wykonywania oznaczonej działalności w sposób i na warunkach przewidzianych prawem. Organ zezwalający nie może odmówić wydania zezwolenia na podjęcie i wykonywanie określonej działalności gospodarczej, jeśli przedsiębiorca spełnia wymogi określone przepisami prawa.